# Elizabeth Burgos
Elizabeth Burgos-Debray (Valencia, 1941) è un'antropologa, storica e scrittrice venezuelana.
È stata moglie dell'intellettuale e politico francese Régis Debray.
Specialista in etnopsichiatria, è ricercatrice presso l'École des Hautes Études en Sciences Sociales di Parigi. È autrice di numerosi saggi e libri, tra cui  Mi chiamo Rigoberta Menchú (1982, vincitore del premio letterario cubano Casa de las Américas nel 1983), e Memorie di un soldato cubano (1997).

## Biografia
In gioventù, durante gli anni sessanta abbandonò gli agi familiari per aggregarsi ai movimenti politici di sinistra. Fu in quel periodo che conobbe il suo futuro marito, il filosofo francese Régis Debray, autore de La rivoluzione nella rivoluzione, che si trovava in Venezuela per intervistare  Douglas Bravo.
Il suo impegno politico la portò ad operare in Colombia, Ecuador, Perù, dove fu incarcerata per i suoi legami con i movimenti di sinistra, e in Cile, dove fu collaboratrice di Salvador Allende.
Nel 1966 fu tra i partecipanti alla Conferenza Tricontinentale che si svolse all'Avana.
Fu alla testa di una campagna internazionale per la liberazione del marito, che era stato arrestato e condannato a 30 anni di carcere in Bolivia con l'accusa di aver rivelato il nascondiglio di Che Guevara, causandone l'uccisione. In seguito Elizabeth Burgos si allontanò dal movimento rivoluzionario per trasferirsi in Francia.
Nel 1982 portò all'attenzione internazionale la giovane indigena guatemalteca Rigoberta Menchú con un libro tratto da una intervista, Mi chiamo Rigoberta Menchú. Questo lavoro giocò un ruolo fondamentale per l'assegnazione del Premio Nobel per la pace alla giovane guatemalteca.
In seguito, scrisse un altro libro-intervista su Daniel "Benigno" Alarcón Ramírez, compagno di Fidel Castro e di Che Guevara nella Sierra Maestra (Memorie di un soldato cubano, 1997).
È stata tra i principali firmatari, insieme a Isabel Allende e Costantin Costa-Gavras, di un proclama che richiedeva la liberazione di Íngrid Betancourt prigioniera dei FARC.
È stata direttrice della Casa dell'America Latina di Parigi e dell'Istituto Culturale Francese di Siviglia, nonché rappresentante culturale della Francia a Madrid.